# 무인 지상 차량

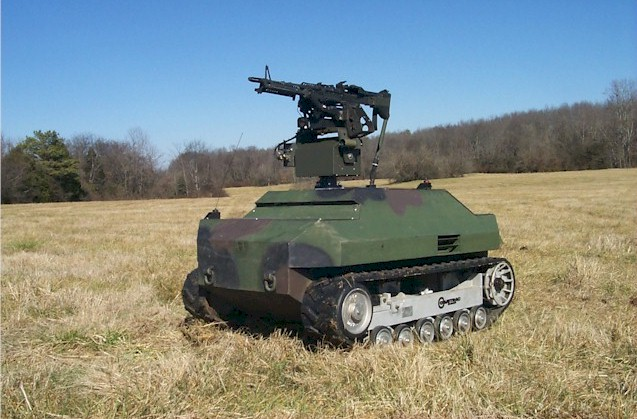
글래디에이터 전술 무인 지상 차량

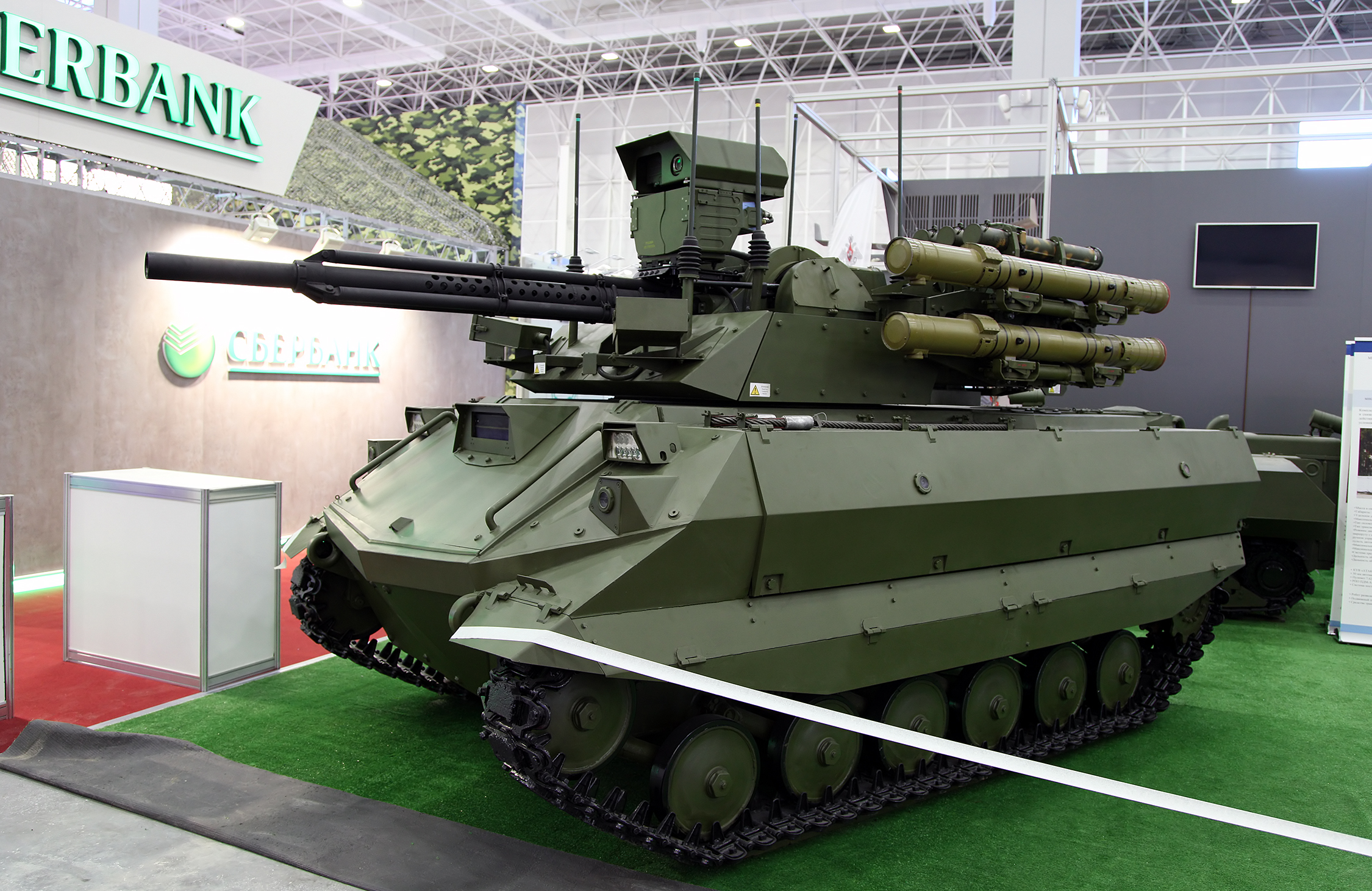
Uran-9 무인 지상 차량

무인 지상 차량(unmanned ground vehicle, UGV)은 일반적으로 장갑 로봇(armored robot, ARB)이라고도 불리며, 탑승자가 없이 지면과 접촉하여 작동하는 차량이다.

## 같이 보기
- 러시아의 우크라이나 침공#무인 지상 차량
- 무인 항공기
- SGR-A1
- 치명적 자율 무기
- 밀로시 (무인 지상 차량)
- TALON